# Unité urbaine de Pontarlier
L'unité urbaine de Pontarlier est une unité urbaine française centrée sur la commune de Pontarlier, une des sous-préfectures du département du Doubs, en région Bourgogne-Franche-Comté.

## Données générales
Dans le zonage réalisé par l'Insee en 2010, l'unité urbaine était composée de quatre communes.
Dans le nouveau zonage réalisé en 2020, elle est composée des quatre mêmes communes, toutes situées dans le département du Doubs, plus précisément dans l'arrondissement de Pontarlier. 
En 2022, avec 23 253 habitants, elle représente la 3e unité urbaine du département du Doubs, après celles de Besançon et de Montbéliard et elle occupe le 15e rang dans la région Bourgogne-Franche-Comté.
En 2020, sa densité de population s'élève à 354 hab/km2. Par sa superficie, elle représente 1,23 % du territoire départemental mais, par sa population, elle regroupe 4,2 % de la population du département du Doubs.

## Composition 2020 de l'unité urbaine
Elle est composée des quatre communes suivantes :
| Nom                       | Code Insee | Département | Statut       | Superficie (km2) | Population (dernière pop. légale) | Densité (hab./km2) | Modifier                                    |
| ------------------------- | ---------- | ----------- | ------------ | ---------------- | --------------------------------- | ------------------ | ------------------------------------------- |
| Pontarlier (ville-centre) | 25462      | Doubs       | ville-centre | 41,35            | 17 928 (2022)                     | 434                | modifier les données · modifier les données |
| Dommartin                 | 25201      | Doubs       | banlieue     | 6,39             | 819 (2022)                        | 128                | modifier les données · modifier les données |
| Doubs                     | 25204      | Doubs       | banlieue     | 8,94             | 3 309 (2022)                      | 370                | modifier les données · modifier les données |
| Houtaud                   | 25309      | Doubs       | banlieue     | 7,89             | 1 197 (2022)                      | 152                | modifier les données · modifier les données |

## Évolution démographique
| 1968   | 1975   | 1982   | 1990   | 1999   | 2010   | 2015   | 2022   |
| ------ | ------ | ------ | ------ | ------ | ------ | ------ | ------ |
| 17 647 | 19 742 | 19 957 | 20 850 | 21 922 | 22 634 | 21 760 | 23 253 |

|   | Commune    | Population (2022) | Variation annuelle 2020-2022 | Population (2020) | Variation annuelle 2010-2020 | Population (2010) | Variation annuelle 1999-2010 | Population (1999) | Variation annuelle 1990-1999 | Population (1990) |
| - | ---------- | ----------------- | ---------------------------- | ----------------- | ---------------------------- | ----------------- | ---------------------------- | ----------------- | ---------------------------- | ----------------- |
| 1 | Pontarlier | 17 928            | 0,54 %                       | 17 738            | - 0,39 %                     | 18 456            | 0,05 %                       | 18 360            | 1,41 %                       | 18 104            |
| 2 | Doubs      | 3 309             | 1,14 %                       | 3 235             | 2,46 %                       | 2 597             | 1,33 %                       | 2 266             | 3,90 %                       | 1 677             |
| 3 | Houtaud    | 1 197             | 1,64 %                       | 1 159             | 2,06 %                       | 961               | 1,78 %                       | 804               | 3,70 %                       | 603               |
| 4 | Dommartin  | 819               | 3,46 %                       | 766               | 2,35 %                       | 620               | 2,37 %                       | 492               | 0,62 %                       | 466               |